# Вашингтон (округ, Оклахома)
Округ Вашингтон — округ в штате Оклахома, США. Население округа на 2000 год составляло 48 996 человек. Административный центр округа — город Бартлсвилл.

## География
Округ имеет общую площадь 1099 км², из которых 1080 км² приходится на сушу и 19 км² (1,73 %) на воду.

### Основные автомагистрали
- Автомагистраль 60
- Автомагистраль 75

### Соседние округа
- Монтгомери, Канзас (север)
- Новата (восток)
- Роджерс (юго-восток)
- Талса (юг)
- Осейдж (запад)
- Шатокуа, Канзас (северо-запад)

### Населённые пункты
- Бартлсвилл
- Копан
- Дьюи
- Ошелата
- Рамона
- Вера